# Eric Thompson (racerförare)
Eric David Thompson, född 4 november 1919 i Surbiton, död 22 augusti 2015 i Guildford, var en 
brittisk racerförare.

## Racingkarriär
Thompson körde sportvagnsracing för Aston Martin under första halvan av 1950-talet och vann bland annat en klasseger i Le Mans 24-timmars 1951.
Han körde även ett formel 1-lopp i karriären, Storbritanniens Grand Prix 1952.

## F1-karriär
| Säsong | Stall/Tillverkare     | Poäng | Placering |
| ------ | --------------------- | ----- | --------- |
| 1952   | Connaught Engineering | 2     | 21        |